# Сан Пјетро Асарти (Кунео)
Сан Пјетро Асарти је насеље у Италији у округу Кунео, региону Пијемонт.
Према процени из 2011. у насељу је живело 13 становника. Насеље се налази на надморској висини од 334 м.